# Рајко Максимовић
Рајко Максимовић (Београд, 27. јул 1935 — Београд, 16. август 2024) био је српски је композитор, писац и педагог. Један од најзначајнијих музичких стваралаца данашњице, Максимовић је активно стварао композиције за различите саставе.

## Биографија
Рајко Максимовић је рођен 1935. године у Београду. Године 1961. дипломира композицију у класи професора Предрага Милошевића на Музичкој академији у Београду (данашњем Факултету музичке уметности). Четири године касније, 1965. магистрирао је композицију у истој класи. Након стеченог звања магистра, одлази на једногодишње усавршавање на Принстон Универзитет у Њу Џерзију (СAД), током ког се посветио медију електронске музике. Године 1963, изабран је за асистента на Катедри за композицију и оркестрацију Музичке академије у Београду, а 1967. и у звање доцента. У пензију (2001) отишао је са звањем редовног професора. Максимовић је добитник бројних награда, а дела су му извођена у земљи и иностранству. Током његове каријере, одржане су четири ауторске вечери овог композитора, а највећи део његових остварења је снимљен. Посебно треба истаћи троструки ЦД из 2002. године и још два "сингла", издата 2009. године, а такође и ДВД Пасије - све у продукцији ПГП РТС-а. Године 1995, ТВ Нови Сад је снимила педесетоминутни филм о овом композитору и његовом стваралаштву. Максимовић је и аутор аутобиографске трилогије под насловом Тако је то било (1998, 2001, 2002).

## Дела
Максимовић је аутор бројних вокално-инструменталних, оркестарских, солистичких, хорских и дела намењених деци. Од оркестарских дела, ту су: Концерт за клавир и оркестар (1961, ревидиран 2003.), Музика постајања (Musique de Devenir, 1965), Not to Be or to Be?  (1969), дилема за оркестар и Eppur si muove (1970), чинеДиптих (1970), Свита из Пасије за оркестар (2009); камерна дела обухватају: Партиту кончертанте (1965) за виолину и 13 гудача, Две Башове хаику (1966) за глас, флауту, виолину, клавир и траку, Тријалог (1968) за кларинет, гудачки трио и клавир, Игра учетворо (1977) за два клавира у осам руку, Concerto non Grosso (1978) за школске гудаче, Tenderly? (1979), за камерни ансамбл, За мирисом расцветале трешње (1985), 5 хаику, за глас и камерни ансамбл, Аве Марија (1985, ревидирано 2004), Можда спава (1992), соло-кантата за мецо сопран и камерни оркестар, Прелид за преподне једног фауна (1994, ревидирано 2011), за флауту и гудаче, Пословице из Фениса (1995, ревидирано 2010), за четири гласа и ансамбл старих инструмената, Руковет (2003), за флауту, виолину и гудаче, Игра удвоје (2006), за два клавира. Хорска и вокално-инстурментална дела: Кад су живи завидели мртвима (1963), епска партита за мешовити хор, групу инструмената и гудачки оркестар, Три хаику (1966), за женски хор и 24 инструмента, Из тмине појање (1975), 6 мадригала, драмски ораторијум Буна против дахија (1978), Речи у камену (1980) за мешовити хор, Тестаменат владике црногорског Петра Петровића Његоша (1984/86) за бас соло, мешовити хор и оркестар, Прометеј (1985), за мешовити хор a cappella, Пасија Светога кнеза Лазара (1989) за казивача, солисте, два хора и оркестар, Судба (1993) за мешовити хор, Искушење, подвиг и смрт Светог Петра Коришког (1994), Оче наш (1994) за мешовити хор a cappella, О-ТРИМ-ПAРA (2004) за мешовити хор. У опусу Рајка Максимовића се могу наћи и композиције за децу као што су: Слонче (1972) за баритон, дечји хор и ансамбл, Гњави ме теча (1972) за (дечји) сопран, дечји хор и ансамбл, Лепа Ката (1974) за глас и клавир, Плави мрав (1974) за глас, хор и клавир, "Туђи гости" (1975) за дечји хор и клавир, "Болесник на три спрата" (1975) за дечји хор и клавир, музичка представа за децу Сврбећа брда (Коприве) (1980, прерађено 2008).

### Написи
Максимовић је, поред тротомне аутобиографије објавио и књиге Шире о модусима, Основи нотног писма, Путовање по Северној Америци (2008), Друго поутовање по Северној Америци (2009) и Говор музике (2008), у сарадњи са Милошем Јевтићем (питања и одговори).

### Музички језик
Током студија на Музичкој академији у Београду, Максимовић је компоновао дела неокласичне провинијенције, у складу са захтевима студијског програма на Катедри за композицију и оркестрацију. Након стечене дипломе, Максимовић је упознао стваралачке концепте композитора такозване Пољске школе. Посебну привлачност, за композитора у овом периоду представља стваралаштво Витолда Лутославског (пољ. Witold Lutoslawski), прецизније, његове композиције писане по алеаторичком принципу, те употреба кластера. Након упознавања са делима пољских композитора и њиховим композиционим техникама, које је користио у својим делима, Максимовић је 1975. године мењао свој музички језик, инспиришући се (српском) традицијом, ’враћајући’ се тоналности/модалности и једноставности, уз повремено заоштравање музичког језика. Ова стилска оријентација остаје доминантна у Максимовићевом стваралаштву до данас.

### Музика постајања (1965)
Овом оркестарском композицијом, Максимовић је „завршио студије III степена на Музичкој академији“ (Перичић, 1969: 239). Може се рећи да дело представља „први алеаторички запис (у Србији) на принципима пољске школе“ (Веселиновић-Хофман, 1983: 360). Желећи да прикаже постепено настајање музичке идеје, Максимовић је, за основу дела ’поставио’ мотив b-а-c-h, који се постепено шири до дванаесттонског ’грозда’. Ритмичка структура је алеаторичка, док су тонске висине фиксиране.

### Три хаику (1967)
Инспирисан старом јапанском поезијом, Максимовић у овом делу ’слика’ далеке пределе Јапана. За разлику од Музике постајања, у којој је алеаторички принцип употребљен само делимично (Перичић 1969: 242), Три хаику представљају композицију чијим током овај принцип у потпуности доминира. ’Звук Јапана’ призван је у овом делу помоћу специфичне боје оркестра, те посебног третмана женског хора чији се гласови крећу најчешће у размаку секундног интервала, а чија деоница обилује непрезицно забележеним шапутањем и парландом. У делу је честа и употреба кластера који се граде алеаторичким наслојавањем инструмената, чиме је постигнуто специфично ’бојење’ сазвучја.

### Из тмине појање (1975)
Збирка од 6 мадригала компонованих за хор . Као литерарни предложак, Максимовић је користио текстове из 16. века које су стварали махом анонимни аутори са ових простора. У делу се евоцира пре свега форма италијанског мадригала, те се оно често тумачи као Максмовићев повратак традицији. Неке од основних карактеристика композиије јесу пре свега тонална центрираност и тонско сликање, карактеристично за мадригале, те линеаран начин конципирања мелодијске линије и усресређеност на значењску димензију текста, уз повремене појаве дисонанци и „трења у вертикали“ (Веселиновић-Хофман, 1997: 63).

### Пасија Светога Кнеза Лазара (1989)
Дело је настало 1989. године, и за њега је аутор добио Октобарску награду града Београда. Свакако је најзначајнија Максимовићева композиција не само из вокално-инструменталног већ и његовог целокупног опуса. О овој композицији Максимовић каже: „Пасију сам замислио – а, верујем, и остварио – као драму, тј. акционо. Слушаоца Пасије замишљам као путника који долази на поље Косово, где се сусреће с Косовским стубом. Путник чита Натпис, односно Стуб му приповеда и уводи га у радњу. Чак, у једном тренутку, проговара и Кнез Лазар (с текстом натписа). Посетилац се осврће и гледа на Косово поље „пуно костију мртвих“ и тако започиње прича. Најпре мирнодопско благостање, срећа и лепота (РAВAНИЦA), али ускоро затим појављује се злослутно знамење (помрачење Сунца, звезда-репатица) које ПРЕДСКAЗУЈЕ разне несреће и пошасти (земљотрес, кугу, глад, пустошења). Права катастрофа се дешава 1371. када се „Господ разгневи“ на Србе и дозволи њихову погибију на Марици. Од тада Лазарева Србија добија врло злог суседа који, у мањим или већим пљачкашким налетима и упадима на нашу територију – плени, убија, злоставља, одводи у ропство...(НAПAСТ). Видевши да се приближио дан одлучног и коначног обрачуна, кнез Лазар се најпре обраћа Богу за помоћ (МОЛИТВA), а затим дозива своје племиће, велможе, војводе и уопште ратнике, које својом узвишеном и надахнутом, родољубивом БЕСЕДОМ позива у храбру али поносну смрт, на свесну и достојанствену жртву, дакле, у царство небеско – а у име једне више моралности, хуманости и правде. С обзиром на то да се у том тренутку Кнез поистовећује са својим народом (а ускоро ћемо видети: и народ с Кнезом) ову БЕСЕДУ сложно певају Лазар и хор. После беседе, наравно, ратници се ЗAВЕТУЈУ свом Кнезу на верност, а испред њих је најхрабрији међу њима витез – будући херој и национална легенда - Милош. Борбене и родољубиве заклетве нижу се једна за другом, да би се на крају све сублимирале у оној (умримо да увек живи будемо), која – у фугату – у ствари, представља поклич и почетак јуриша. У БОЈУ учествују два хора, и то тако да звук и покрет брзих осмина прелази из једног хора у други (лево-десно), па ће део слушалаца (на погодним местима, а у зависности од изведбеног простора) имати утисак да се налази у средишту саме битке! После три велика градациона „таласа“, на кулминаторној тачки, музика се прекида а Казивач саопштава злу судбину Лазареву и његове гарде – сви до једнога беху посечени! Потом, у једној мало дужој реплици (која је као одмориште од „огњених трескова, звекета оружја, вапаја људи и њиштања коња"), Казивач нас доводи на Кнежеву СAХРAНУ. Најпре се кнегиња Милица у једном екстатичном ПЛAЧУ опрашта од свога супруга, а затим свештеници и цео окупљени народ певају завршни погребни корал. Наш путник (слушалац Пасије) – чувши, видевши и доживевши целу причу – полако се удаљава, све тише се чује певање погребне поворке, а Стуб га испраћа истим речима којима га је и дочекао (ЕПИЛОГ), али га сада, на крају, још три пута опомиње: „да не проминеш и да не превидиш!", тј. да не заборави.“

## Списак значајнијих дела
Хорска и вокално-инстурментална дела: 
- Кад су живи завидели мртвима (1963), епска партита за мешовити хор, групу инструмената и гудачки оркестар
- Три хаику (1966), за женски хор и 24 инструмента
- Из тмине појање (1975), 6 мадригала (2 за мешовити хор, 3 за женски и 1 за мушки)
- Буна против дахија (1978), драмски ораторијум за 4 глумца, хор, дечји хор и оркестар
- Речи у камену (1980) за мешовити хор
- Тестаменат владике црногорског Петра Петровића Његоша (1984/86) за бас соло, мешовити хор и оркестар
- Прометеј (1985), за мешовити хор a cappella
- Пасија Светога кеза Лазара (1989) за казивача, 4 солиста, два хора и оркестар
- Судба (1993) за мешовити хор
- Искушење, подвиг и смрт Светог Петра Коришког (1994) за казивача, 3 солиста, хор и оркестар
- Оче наш (1994) за мешовити хор a cappella
- "Ово и оно" (1995) за мешовити хор a cappella
- "Ћеранција" (1996) за женски хор, удараљке и клавир
- "Colored" (1996) за мешовити хор и контрабас
- О-ТРИМ-ПAРA (2004) за мешовити хор
- "Псалм 90" (2005) за мешовити и дечји хор, флауту, трубу и хорну
- "Песма на песмама"/"Hohes Lied" (2007) за мешовити хор
- "Тебе Бога хвалим" (2008) за мешовити хор
- "Молитва Арсенијева" (2008) за појца (тен), мешовити хор, флауту и вибрафон
- "Лама" (2012) за мешовити хор

Оркестарска дела: 
- Концерт за клавир и оркестар (1961, ревидиран 2003.)
- Музика постајања (Musique de Devenir, 1965)
- Диптих, за оркестар (1970) ("Not to Be or to Be?", 1969 + "Eppur si muove", 1970)
- Свита из Пасије, за оркестар (2009)

Камерна дела: 
- Партита кончертанте (1965) за виолину и 13 гудача
- Две Башове хаику (1966) за глас, флауту, виолину, клавир и траку
- Тријалог (1968) за кларинет, гудачки трио и клавир
- Игра учетворо (1977) за два клавира у осам руку
- (1978) за школске гудаче
- (1979), за камерни ансамбл
- За мирисом расцветале трешње (1985), 5 хаику, за глас и камерни ансамбл
- Аве Марија (1985, ревидирано 2004), за хор, флауту, клавир и гудаче
- Можда спава (1992), соло кантата за мецо-сопран и камерни оркестар / за глас, флауту и клавир
- Прелид за преподне једног фауна (1994, ревидирано 2011) за флауту и гудаче / за флауту, виолину и клавир
- Пословице из Фениса (1995, ревидирано 2010), за четири гласа и ансамбл старих инструмената
- Руковет (2003), за флауту, виолину и гудаче / за флауту, виолину и клавир
- Игра удвоје (2006), за два клавира
- Свита из Пасије, за виолину и гудаче; за гудачки квартет (2009)

Композиције за децу: 
- Слонче (1972) за баритон, дечји хор и ансамбл
- Гњави ме теча (1972) за (дечји) сопран, дечји хор и ансамбл
- "Звезде" (1973) за мецосопран, женски хор и ансамбл
- "Да није звезда" (1973) за мецосопран, женски хор и ансамбл
- Лепа Ката (1974) за глас и клавир
- Плави мрав (1974) за глас хор и клавир
- "Алас и шкољка" (1974) за баритон и клавир
- "Кад је био мрак" (1975) за 2-гласни дечји хор и клавир
- "Туђи гости" (1975/2014) за 2-гласни дечји хор и камерни оркестар
- "Болесник на три спрата" (1975), за 2-гласни дечји хор
- Сврбећа брда (Коприве), музичка представа за децу, (1980/2008), за 2-гласни дечји хор и камерни оркестар
- "A l'ecole des animaux" (2009) за 2-гласни дечји хор, флауту и клавир

### Нотна издања
Ауторова нотна издања су доступна на 
- http://www.rajko-maksimovic.net/index.php?page=scores
- http://alexanderstreet.com/products/music
- http://www.musicanet.org - за хорске/хорско-оркестарске композиције

### Дискографија (избор)
- Кад су живи завидели мртвима, Буна против дахија, оркестарска и камерна музика (1965-1977), Пасија Светога кнеза Лазара, ПГП РТС, 3CD 341388.
- Тестаменат и вокална музика, ПГП РТС, CD 431951.
- Искушење, подвиг и смрт Светог Петра Коришког, Из тмине појање, ПГП РТС, CD 432095.
- Пасија Светога кнеза Лазара, ДВД РТС 491733